# Boophis rufioculis
Boophis rufioculis is een kikker uit de familie gouden kikkers (Mantellidae). De soort werd voor het eerst wetenschappelijk beschreven door Frank Glaw en Miguel Vences in 1997. De soort behoort tot het geslacht Boophis.

## Leefgebied
De kikker is endemisch in Madagaskar. De soort leeft op een hoogte van 900 tot 1200 meter boven zeeniveau in het oosten van het eiland. Ook komt de soort voor in nationaal park Andasibe Mantadia.